# 全米テレビ芸術科学アカデミー
全米テレビ芸術科学アカデミー（National Academy of Television Arts and Sciences、通称NATAS）は、アメリカ合衆国のテレビ業界の発展を目的とした団体。1955年に設立、ニューヨークに本部を置き、全国各地に支部が設けられている。2007年まではナショナル・テレビジョン・アカデミー（National Television Academy）としても知られていた。エミー賞のうち、デイタイム・エミー賞、スポーツ・エミー賞、ニュース&ドキュメンタリー・エミー賞、技術・工学エミー賞を主催することで知られる。

## 概要
全米テレビ芸術科学アカデミーは1955年に設立された。テレビの芸術と科学を発展させ、テレビ業界における芸術的、教育的、技術的業績のための創造的なリーダーシップを促進することを目的としている。
優秀なテレビ番組を表彰するエミー賞の内、デイタイム・エミー賞、スポーツ・エミー賞、ニュース&ドキュメンタリー・エミー賞、技術・工学エミー賞を主催している。また、地域に根ざした番組を表彰する地域エミー賞を全米19の地域で開催している。
NATASは、賞以外にも高校生の優れたジャーナリズム活動に対する地域学生テレビ賞をはじめ、奨学金、出版物、業界の専門家と視聴者のための活動など、幅広い教育プログラムを提供している。